# Intervention israélienne au Liban en 1982
Ne doit pas être confondu avec Opération Litani ou Conflit israélo-libanais de 2006.
Guerre civile libanaise - Conflit israélo-arabe
Batailles
- Opération courtilière 19
- Bataille de Sultan Yacoub
- Le siège de Beyrouth

L’intervention militaire israélienne au Liban de 1982, ou l’invasion du Liban de 1982, au cours de laquelle l'armée israélienne a envahi le Sud du Liban à partir du 6 juin 1982 et fait le siège de Beyrouth, la capitale. La guerre prend fin en 1985 avec le retrait partiel de l'armée israélienne ; le retrait total n'a lieu qu'en 2000, dix-huit ans après le début des opérations. 20 000 Libanais et Palestiniens, en majorité des civils, sont tués, selon un bilan de l’Associated Press,, ainsi que 670 soldats israéliens.
L'objectif déclaré d'Israël était, en juin 1982, de détruire en 72 heures les infrastructures de l'Organisation de libération de la Palestine (OLP) sur une zone de 40 km au nord de la frontière israélo-libanaise. L'objectif réel était selon plusieurs sources de détruire l'OLP en allant jusqu'à Beyrouth et de modifier la structure multiconfessionnelle du pouvoir au Liban pour en faire un État chrétien allié d'Israël.
En août 1982 l'ONU envoie à Beyrouth une Force multinationale de sécurité, sollicitée par les autorités libanaises. Cette Force multinationale assure l'évacuation des combattants de l'OLP hors du Liban fin août 1982.
En septembre 1982 le massacre de Sabra et Chatila, à Beyrouth-Ouest, est commis par les phalanges libanaises, mouvement paramilitaire chrétien de droite, allié d'Israël, pendant que l'armée israélienne occupe encore cette partie de la ville.
Le Conseil de sécurité de l'ONU a exigé le retrait sans condition d'Israël hors du Liban dès le premier jour de l'invasion.
Le nom de code officiel de l'opération en Israël est « Paix en Galilée ».

## Contexte

### Conflit israélo-palestinien
À la suite de la fondation de l'Etat d'Israël en 1948, 750 000 Palestiniens doivent quitter leurs foyers, une partie d'entre eux trouve refuge au Liban. C'est au Liban qu'est fondée l’Organisation de libération de la Palestine (OLP), en 1964. Dans les années 1970, le conflit israélo-palestinien est exporté sur le territoire libanais. Des Palestiniens y engagent la lutte armée contre Israël ; on compte 20 000 fedayin au Liban au milieu des années 1970. 

### Invasion israélienne du Liban en 1978
Cette invasion succède à celle de 1978, date à laquelle le gouvernement israélien avait décidé d'une offensive dans le Sud du pays, appelée l'opération Litani. L'objectif déclaré de cette guerre de 1978  était de repousser les milices palestiniennes au nord du pays et de s'emparer de la rivière Litani. Après plusieurs semaines en territoire libanais, les troupes israéliennes se sont retirées partiellement, laissant la région sous le contrôle de supplétifs, l'Armée du Liban-Sud alliée d'Israël.

### «Guerre des Katiouchas» et cessez-le-feu en 1981
En juillet 1981 des hostilités entre l'OLP et Israël au sud du Liban, appelées « guerre des Katiouchas », sont initiées par l'OLP. Israël bombarde le sud du Liban dans une riposte qui entraîne une condamnation par l'ONU de la violation par Israël de l'intégrité territoriale du  Liban (dans la résolution 490). Un cessez-le-feu est conclu le 24 juillet 1981 mettant fin aux attaques.

### Motivations israéliennes en 1982
Les motivations qui ont poussé Israël à envahir le Liban ont fait l'objet de nombreux débats parmi les commentateurs. Ainsi selon H. Feldman et H. Rechnitz-Kijne, le ministre israélien de la Défense Ariel Sharon avait pour objectifs l'instauration d'une zone tampon de 43 km mais aussi la destruction des infrastructures de l'OLP à Beyrouth et la conclusion d'un traité de paix entre Israël et le Liban grâce à un président chrétien maronite nouvellement élu. D. Pollock soutient que,  « sous le prétexte à peine déguisé de créer une zone de sécurité, Sharon entendait installer Bachir Gemayel à la présidence» avec l'objectif de faire de Gemayel, chef des Phalanges libanaises, un allié politique d'Israël. Pour G. Ball, Ariel Sharon voulait provoquer une partition du Liban, ce qui supposait de battre les alliés musulmans de l'OLP et d'asseoir l'hégémonie des chrétiens maronites libanais. K. Schulze affirme qu'Ariel Sharon et Yitzhac Shamir avaient, en fait, préparé l'invasion du Liban dès janvier 1982, en collaboration avec les Phalanges libanaises, et qu'ils avaient prévu de faire élire Bachir Gemayel à la présidence de la République libanaise. Pour B. Parkinson, Ariel Sharon voulait lors de l'invasion « étendre son influence dans la région et, en particulier, de porter un coup direct à l'influence syrienne ». Selon M. Jansen la justification de la guerre comme mesure d'autodéfense apparaît comme "superficielle", la guerre ayant été programmée dès février 1982. L'opération « Paix pour la Galilée  » aurait fait partie des projets israéliens dès 1981 sous le nom d'opération « Big Pines » (Grands pins), et repensée en janvier 1982,,. 
Le facteur immédiat qui déclenche la guerre de 1982 est une tentative d'assassinat visant l'ambassadeur d'Israël à Londres  le 3 juin 1982, attribuée à tort à l'Organisation de la libération de la Palestine. Les services de renseignements israéliens découvrent rapidement que l'OLP n'est pas responsable de cet attentat, commis en réalité par des Palestiniens hostiles à cette organisation politique ; toutefois, le gouvernement de Menahem Begin ne tient pas compte de cette information et déclenche une offensive contre le Liban. 
Deux éléments contextuels paraissent déterminants : l’arrivée au pouvoir de Menahem Begin, chef du parti de droite Likoud en 1977, partisan d'une politique plus dure envers les Palestiniens ; le traité de paix israélo-égyptien en 1979, la paix conclue entre Israël et l'Egypte permettant à l'Etat hébreu d'ouvrir un nouveau front sans craindre une guerre avec le voisin égyptien.
De 1979 à 1983, les services secrets israéliens mènent une campagne à large échelle d’attentats à la voiture piégée qui tuent des centaines de Palestiniens et de Libanais, civils pour la plupart, revendiqués par le « Front pour la libération du Liban des étrangers » (FLLE). Le général israélien David Agmon indique qu'il s'agissait de « créer le chaos parmi les Palestiniens et les Syriens au Liban, sans laisser d’empreinte israélienne, pour leur donner l’impression qu’ils étaient constamment sous attaque et leur instiller un sentiment d’insécurité. »  Le chroniqueur militaire israélien Ronen Bergman précise que l'objectif principal était de « pousser l’Organisation de libération de la Palestine à recourir au terrorisme pour fournir à Israël la justification d’une invasion du Liban.

### Objectifs déclarés en 1982
L'administration américaine de Ronald Reagan a donné son accord à l'opération israélienne à condition qu'Israël n'aille pas au-delà de 40 km à l'intérieur du territoire libanais. Les responsables israéliens s'engagent auprès des États-Unis pour que la guerre dure 72 heures, « puisqu’elle a uniquement pour but de détruire l’artillerie palestinienne qui menace le Nord du pays ». Le parti travailliste israélien consent à soutenir la droite au pouvoir dans son action militaire en se fiant à cette promesse d'une opération limitée dans l'espace et dans le temps.

## Protagonistes

### Israël et ses alliés
Le Premier ministre israélien est Menahem Begin ; Ariel Sharon est le ministre de la Défense ; Rafael Eitan est le chef d'État-major de l'armée israélienne.
L'armée israélienne est soutenue par les Phalanges libanaises, des milices libanaises de droite majoritairement chrétiennes, et par des supplétifs de l'Armée du Liban-Sud.

### L'OLP et ses alliés

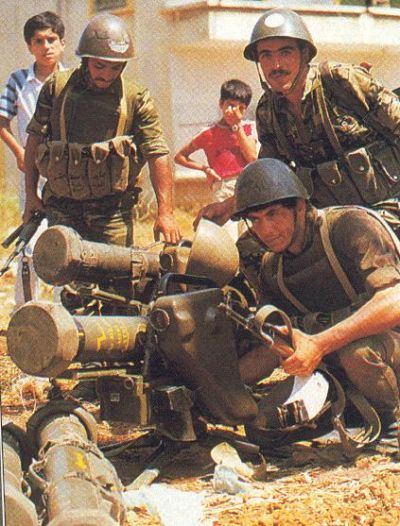
Équipe anti-char de l'armée syrienne armé de missiles Milan durant le conflit.

Le principal adversaire de l'armée israélienne est l'Organisation de libération de la Palestine (OLP), dirigée par Yasser Arafat. Ce groupe palestinien s'allie aux forces armées syriennes et à plusieurs groupes de résistants libanais dont les plus importants sont le Parti socialiste progressiste de Walid Joumblatt et les milices de Amal, du Parti social nationaliste syrien ainsi que celle du Parti communiste.
Le 16 septembre 1982, le Parti communiste libanais et deux autres partis de gauche, l’Organisation de l'action communiste au Liban (OACL) et le Parti d'action socialiste arabe, créent le Front national libanais de la résistance, ou Jammoul selon l’acronyme arabe.

## Déroulement
L'armée israélienne attaque le Liban par voie terrestre - en franchissant la frontière israélo-libanaise -, par voie maritime maritime - au moyen d'un débarquement au port de Sidon - et par voie aérienne - en bombardant la vallée de la Bekaa et Beyrouth.
Le siège de Beyrouth par l'armée israélienne prive les habitants de la capitale d'eau et d'électricité.
Au milieu du mois d’août 1982, un accord est trouvé pour l’évacuation des combattants Palestiniens et des forces syriennes de Beyrouth. L’évacuation est réalisée sous l’égide d’une force internationale. Les Palestiniens sont évacués par voie maritime notamment vers Tunis, et les Syriens évacués par la route vers le territoire annexé dans la région de la Bekaa. L’évacuation est achevée le 31 août. Le 30 août, Yasser Arafat est évacué de Beyrouth notamment grâce au soutien de la France et des États-Unis.
Les forces françaises sont présentes à Beyrouth du 21 août au 13 septembre, les forces américaines du 25 août au 10 septembre, les forces italiennes du 26 août au 12 septembre. Les forces internationales quittent le Liban plus tôt que prévu, sans avoir réalisé les objectifs 2) et 3) de leur mission.
Le 14 septembre 1982 le président libanais élu Bachir Gemayel, chef des Phalanges libanaises et allié d'Israël, nouvellement élu, est assassiné.  L'auteur de l'attentat à la bombe est identifié comme étant Habib Chartouni, membre du Parti social nationaliste syrien. 
La milice des Phalanges libanaises pénètre dans les deux camps de réfugiés palestiniens de Sabra et Chatila et y commet un massacre au cours duquel périssent près de 2 000 civils palestiniens. Le gouvernement israélien confie une enquête sur ce massacre à la commission Kahane.
Dès le 11 juin, un premier cessez-le-feu est proclamé entre les groupes armés palestiniens postés dans le Liban-Sud et l'armée israélienne, mais le refus de l'OLP de quitter Beyrouth entraîne la reprise des combats.[à vérifier]

### Fin de l'intervention
Israël se retire du Liban en 1985 après avoir élargi au sud du pays sa zone dite « de sécurité », confiée à ses supplétifs chrétiens libanais, zone tampon que l'Etat hébreu avait établie depuis sa précédente invasion du Liban en 1978. 
Le retrait d'Israël  et de ses alliés se produit en mai 2000.

## Position de l'ONU
Le jour du début de l'invasion, le 6 juin 1982, le Conseil de sécurité de l'ONU vote à l'unanimité la résolution 509 qui exige « le retrait immédiat de l’armée israélienne ». Le Secrétaire général de l'ONU rédige pour le Conseil de sécurité le 6 juin un rapport selon lequel l'OLP « réaffirme son engagement à cesser toutes les opérations militaires à travers la frontière libanaise ». La position officielle de l'Etat hébreu est que « les réactions israéliennes relevaient de l'exercice de son droit de légitime défense ».

## Pertes humaines
Au Liban, 20 000 personnes sont tuées, « principalement des civils » selon la BBC. Un bilan plus détaillé du nombre des victimes au Liban de l'invasion israélienne établi par l'Associated Press en 1991 faisait état de « plus de 19 000 Libanais et Palestiniens, principalement des civils, tués et 30 000 blessés » ; l'OLP compte dans ses rangs « 1 000 morts  et 6 000 prisonniers » ; quant aux pertes syriennes, elles sont de 370 morts et 1 000 blessés.
L'armée israélienne perd 670 soldats lors de ce conflit, portant à 1 216 le nombre total de soldats tués entre les années 1982 et 2000.
En mai 2025, Le corps du dernier soldat des Forces de défense israéliennes Zvi Feldman, disparu depuis la guerre du Liban en 1982, est rapatrié en Israël depuis « les profondeurs de la Syrie » dans le cadre d'une opération conjointe du Mossad et de Tsahal,.

## Forces militaires engagées
|                                         | Israël | Syrie  | OLP    |
| --------------------------------------- | ------ | ------ | ------ |
| Effectifs                               | 76 000 | 22 000 | 15 000 |
| Chars de combat                         | 800    | 352    | 300    |
| Véhicule blindé de transport de troupes | 300    | 150    |        |
| Arme antichar                           | 200    | -      | 2-300  |
| Artillerie                              | -      | 300    | 350+   |
| Canon antiaérien                        | -      | 100    | 250+   |
| Total des avions des belligérants       | 634    | 450    | 0      |
| Total des avions impliqués              | 364    | 96     | 0      |
| Avion d'attaque au sol                  | 275    | 225    | 0      |
| Hélicoptère d'attaque                   | 42     | 16     | 0      |
| Lanceur de missile surface-air          | -      | 125    | -      |

## Émergence du Hezbollah
La population chiite du sud Liban, satisfaite dans un premier temps du départ des combattants palestiniens, devient hostile à Israël à la suite des violences qu'elle subit au cours de l'occupation israélienne du territoire libanais. L'invasion favorise la fondation en 1982, pendant l'invasion, du Hezbollah, milice chiite islamiste soutenue par l'Iran, et  anti-israélienne. La première action notable du Hezbollah est un attentat-suicide contre le quartier général de l'armée israélienne à Tyr (en), dans le sud du Liban. 140 personnes sont tuées dans cet attentat à la bombe dû à un jeune membre du Hezbollah qui avait perdu des membres de sa famille lors de l'invasion israélienne du Liban de 1978. D'autres facteurs ont rendu possible la création du Hezbollah, notamment le sentiment d'exclusion sociale de nombre de chiites libanais, et la révolution islamique en Iran qui porte Khomeini au pouvoir.

## Noms donnés à l'invasion israélienne
Les autorités israéliennes ont attribué un nom de code officiel à l'opération, « Paix en Galilée », en référence à la région du nord d'Israël exposée aux tirs palestiniens. Toutefois, la progression de l'armée israélienne bien au-delà du sud du Liban, jusqu'à la route Beyrouth-Damas, a paru, en Israël même, peu en rapport avec ce nom de code, qui a été perçu comme un euphémisme. La spécialiste de politique et communication Dalia Gavriely-Nuri analyse le choix du nom comme une forme de normalisation et de justification de la guerre, présentée comme le contraire d'une entreprise belliqueuse - comme une opération pacificatrice, par conséquent légitime. La résonance inoffensive du nom de code vise à détourner l'attention du public de l'image de la violence militaire. Pour le spécialiste de relations internationales Piki Ish-Shalom, « Paix en Galilée » est « un exemple d’échec de la définition par la dénomination » dans la mesure où les Israéliens eux-mêmes perçoivent les événements de 1982 comme une guerre, non comme une simple opération, bien que le gouvernement n'ait jamais reconnu mener une guerre au Liban.
Après la guerre de 2006, où l'armée israélienne a de nouveau franchi la frontière libanaise, l'invasion de 1982 a pris en Israël le nom de « première guerre du Liban », tandis que le conflit de 2006 a été appelé par les Israéliens « deuxième guerre du Liban »,,. Le nom de « deuxième guerre du Liban » a constitué un aveu rétrospectif, car pour parler de « deuxième » guerre, il faut qu'il y en ait eu une première.
L'invasion est parfois appelée « quatrième guerre israélo-arabe », « cinquième guerre israélo-arabe », « sixième guerre israélo-arabe ».